# Luotonen (sjö i Södra Karelen)
Luotonen är en sjö i Finland. Den ligger i kommunen Villmanstrand i landskapet Södra Karelen, i den södra delen av landet, 180 km öster om huvudstaden Helsingfors. Luotonen ligger 50 meter över havet. Arean är 20,1 hektar och strandlinjen är 2,34 kilometer lång. Sjön  ingår i Vilajokis huvudavrinningsområde.   I omgivningarna runt Luotonen växer i huvudsak blandskog.